# Laning

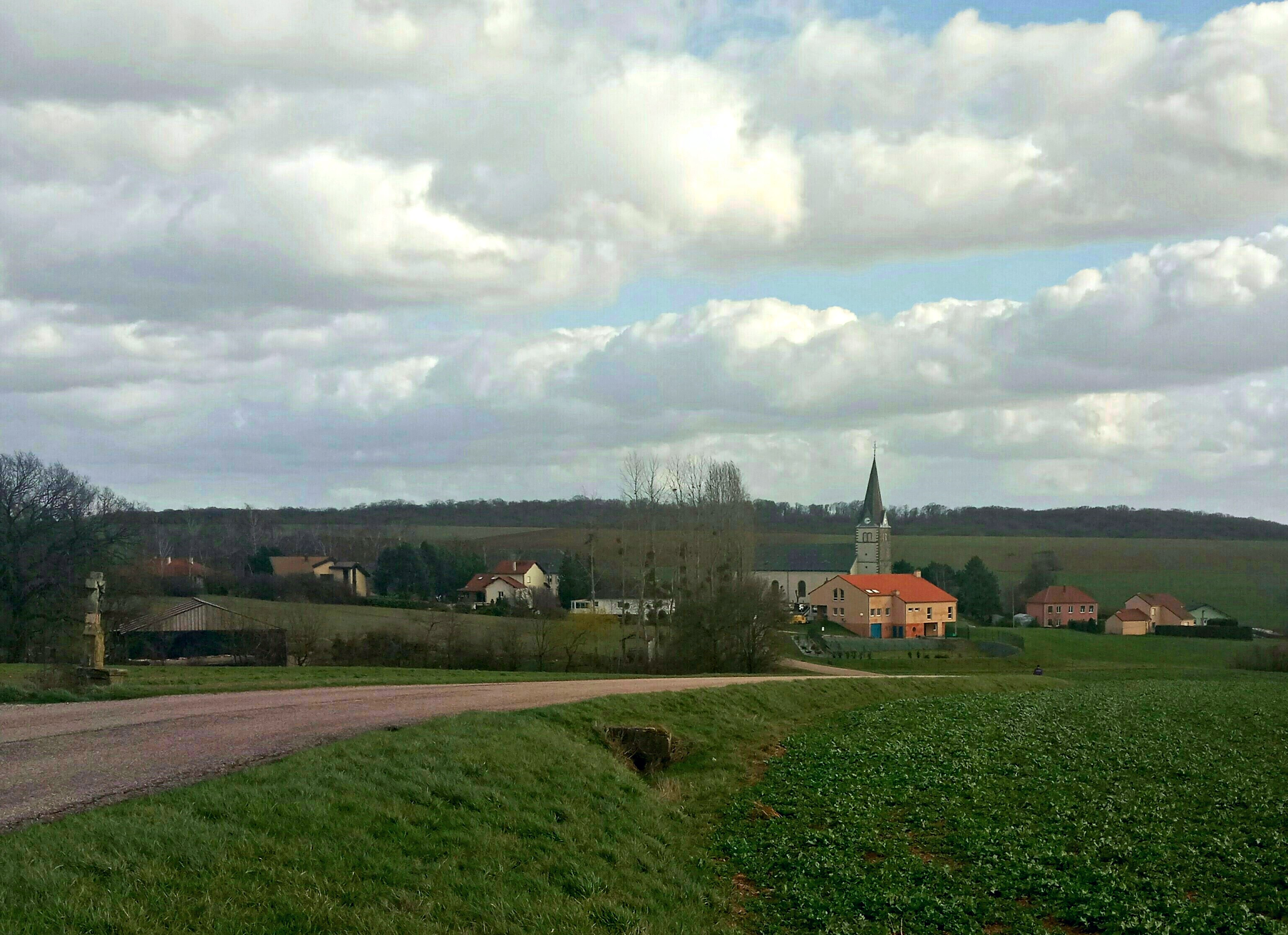
Laning von Nordwesten, aus Richtung Lixing-lès-Saint-Avold gesehen, 2019

Laning (deutsch Lanningen) ist eine französische Gemeinde mit 601 Einwohnern (Stand 1. Januar 2022) im Département Moselle in der Region Grand Est (bis 2015 Lothringen). Sie gehört zum Arrondissement Forbach-Boulay-Moselle.

## Geografie
Das Dorf liegt etwa sieben Kilometer südöstlich von Saint-Avold.

## Geschichte
Der Ort wurde erstmals 1365 als Laendingen erwähnt. Um 1441 hieß der Ort Laningen.

### Bevölkerungsentwicklung
| Jahr      | 1962 | 1968 | 1975 | 1982 | 1990 | 1999 | 2009 | 2019 |
| Einwohner | 430  | 365  | 387  | 436  | 519  | 591  | 556  | 620  |

## Sehenswürdigkeiten
- Pfarrkirche Saint-Pierre et Saint-Paul

Es handelt sich dabei um eine barocke Saalkirche mit vier Fensterachsen, einem eingezogenen 5/8 Chor und einem westlich angebauten Glockenturm mit großen Rundbogeneingängen im Erdgeschoss, durch die man die Kirche betritt. Das Turm-Untergeschoss bildet die Eingangshalle zur östlich sich anschließenden Kirche. Der nördliche Eingangsbogen ist mit der Jahreszahl „1739“ bezeichnet. Westlich an den Turm bzw. dessen Erdgeschoss/Kirchenvorhalle schließt sich eine eingeschossige, mittelalterliche Kapelle mit Kreuzrippengewölbe an. Sie mündet in das Erdgeschoss des Turmes und man kann von dort in sie hineinsehen. In ihr steht eine aus Stein gefertigte und bemalte gotische Figurengruppe „Beweinung Christi“, aus dem 16. Jahrhundert. Diese wurde 1983 als Monument historique klassifiziert. Die Inneneinrichtung der Kirche besteht hauptsächlich aus dem hell und golden gefassten barocken Hochaltar, zwei gleichartigen klassizistischen Seitenaltären und einer Barockkanzel. Die Decken sind stuckverziert, die Wände holzvertäfelt und die Fenster besitzen eindrucksvolle Glasgemälde, hergestellt 1900, von der Firma „Ott Freres“ in Straßburg. Um die Kirche liegt der Ortsfriedhof, eingefasst mit einer Mauer aus der Erbauungszeit.

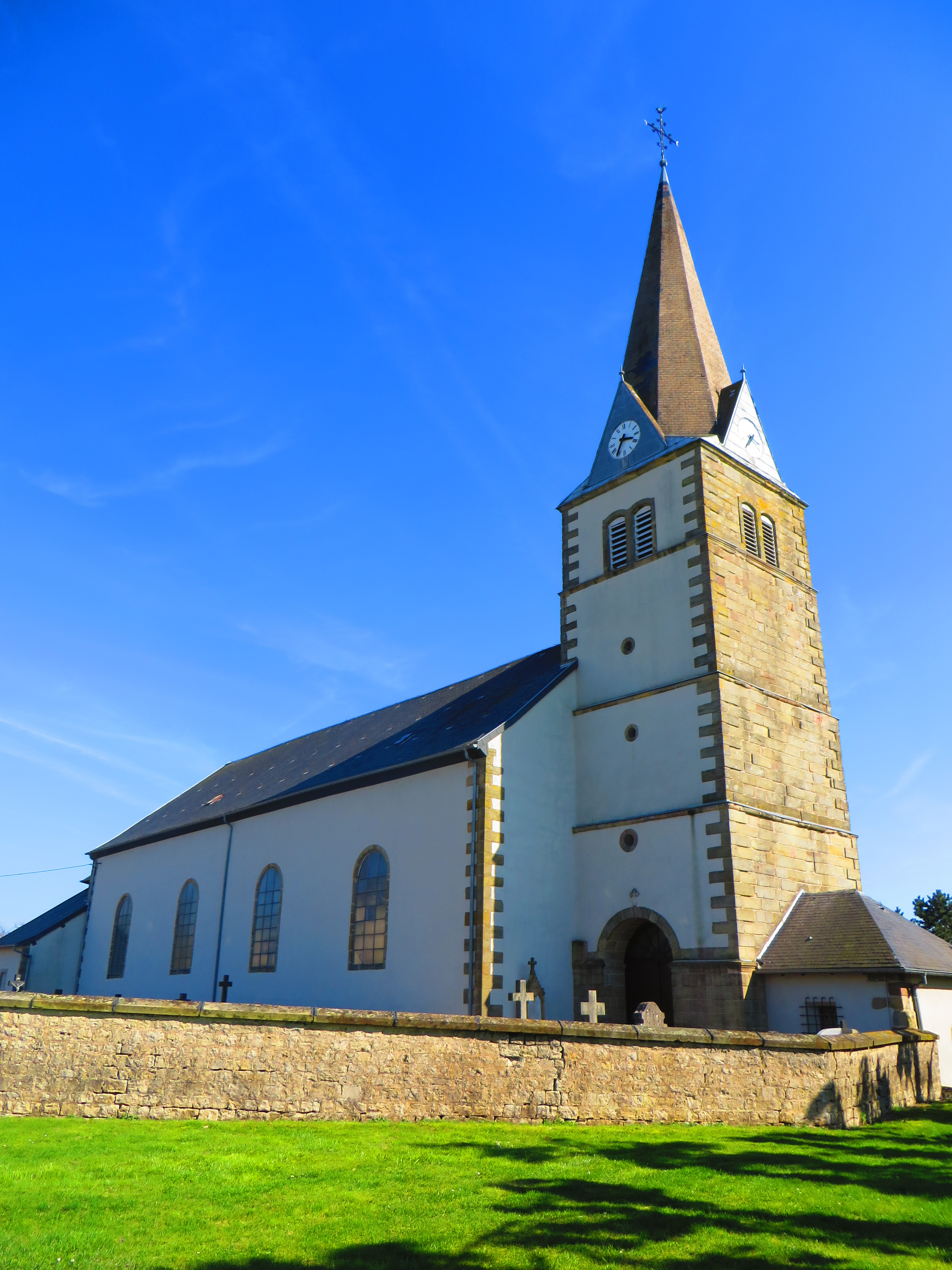
Die Kirche. Rechts am Turm die mittelalterliche Kapelle
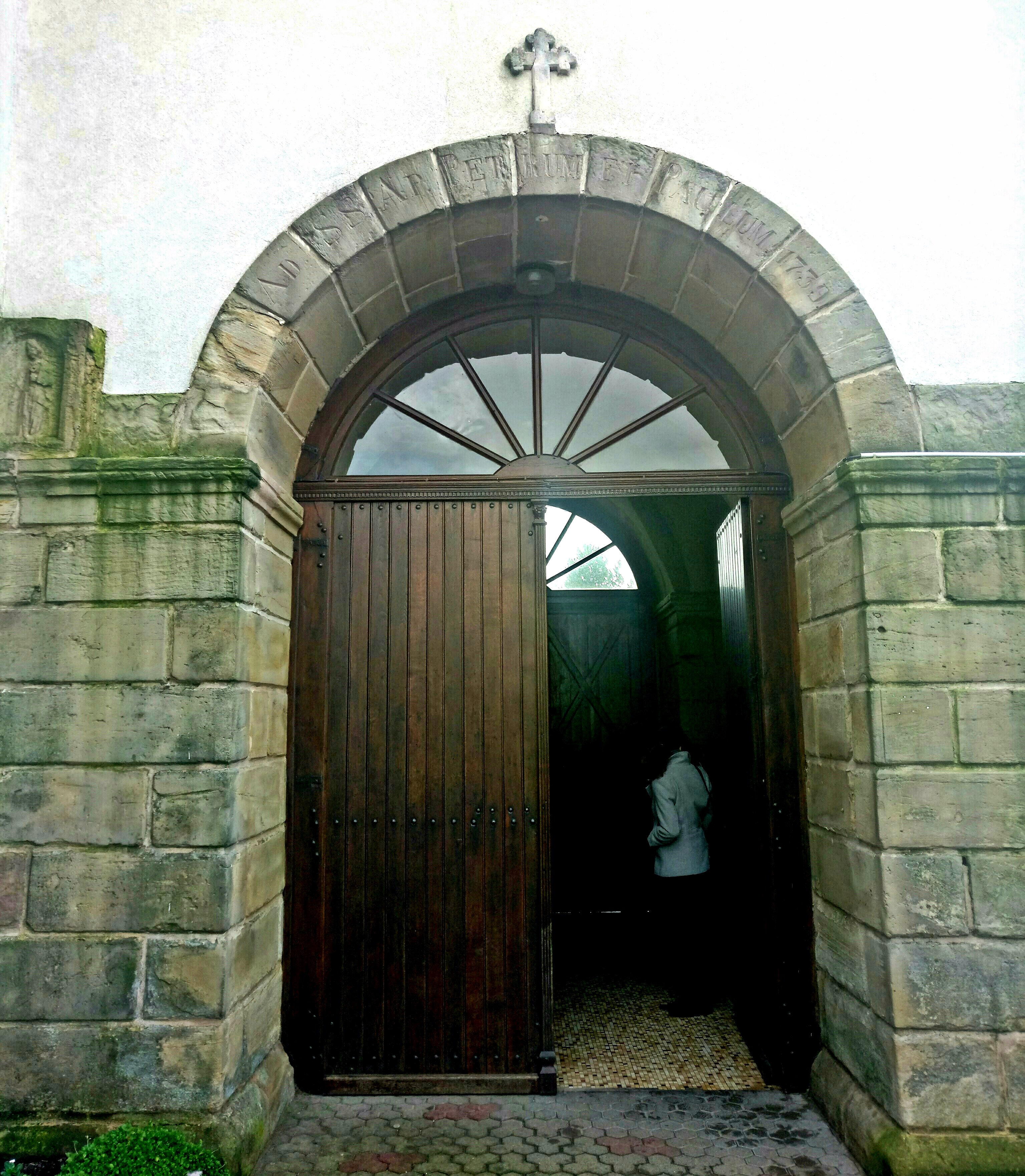
Kircheneingang mit Jahreszahl 1739
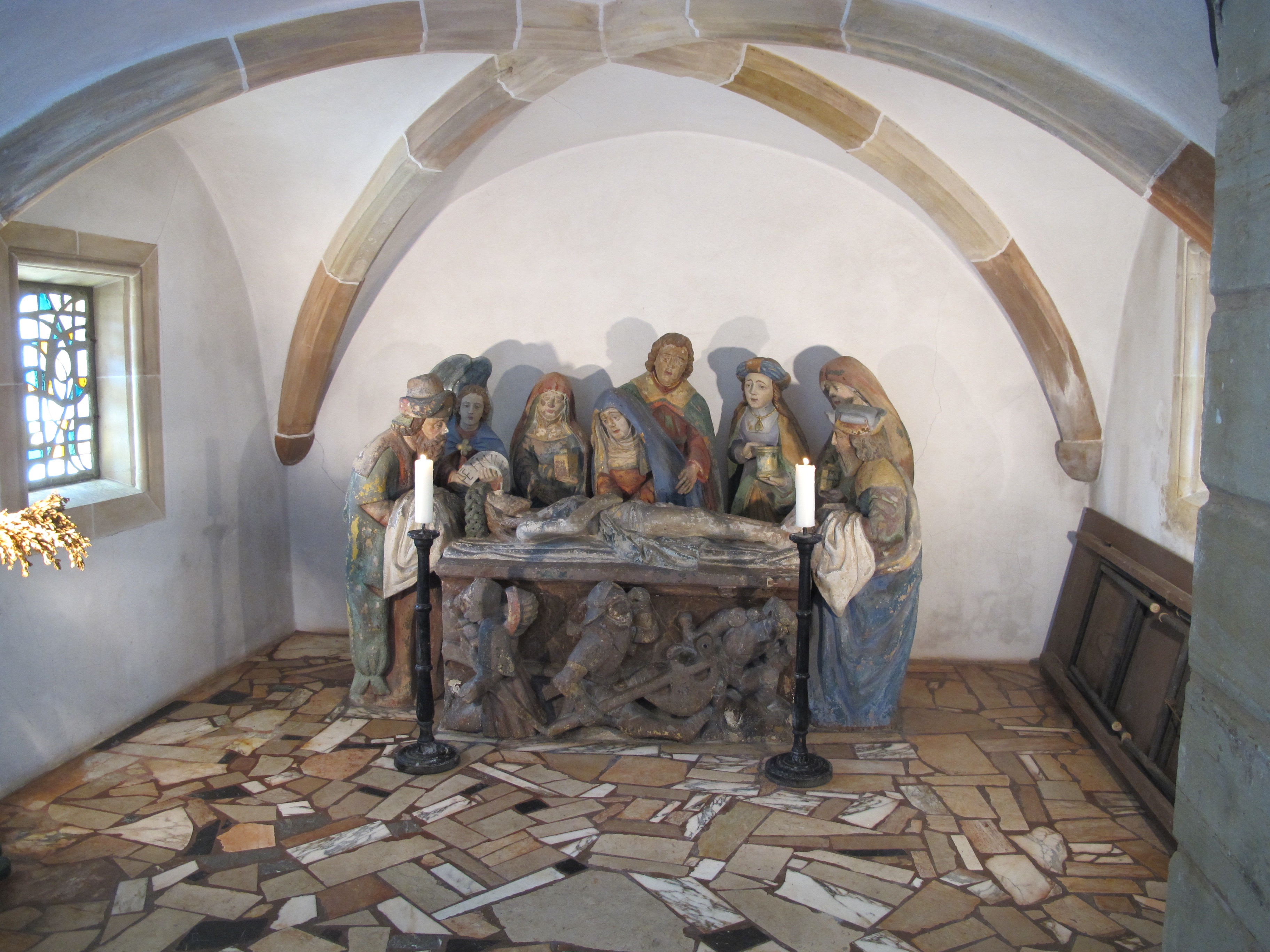
Innenansicht Kapelle mit „Beweinung Christi“
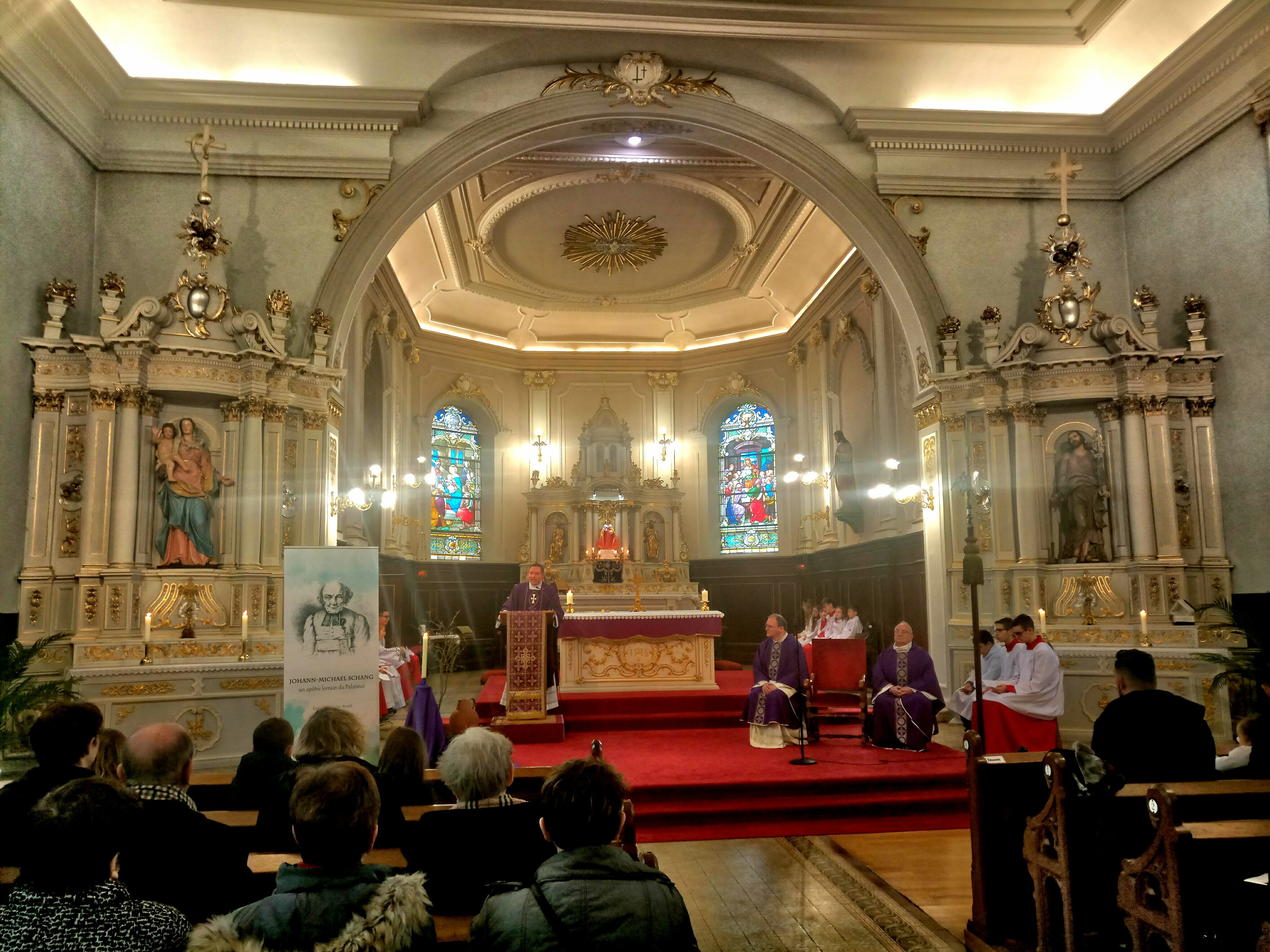
Innenansicht der Kirche, 2019
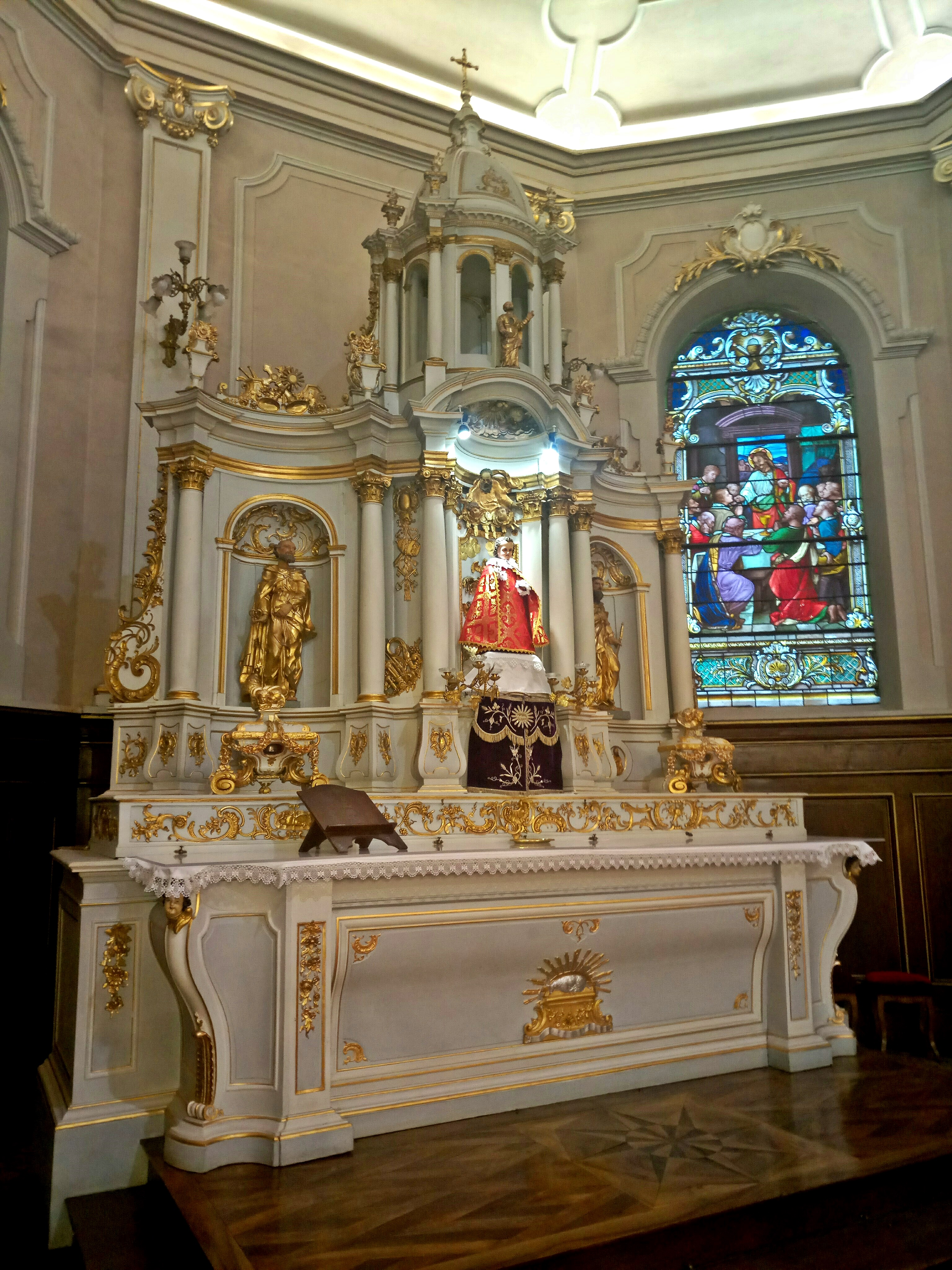
Hochaltar der Kirche
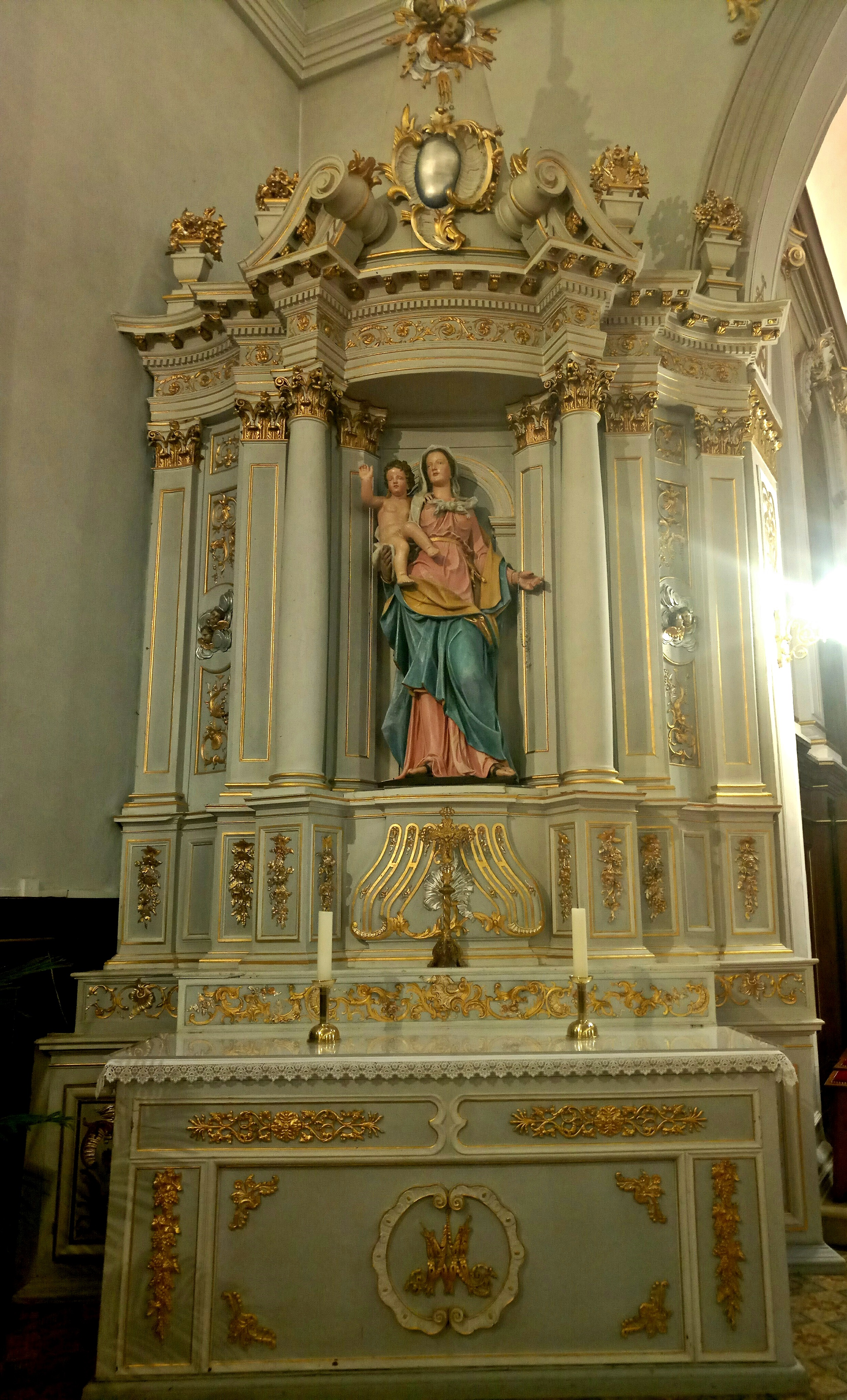
Marienaltar der Kirche
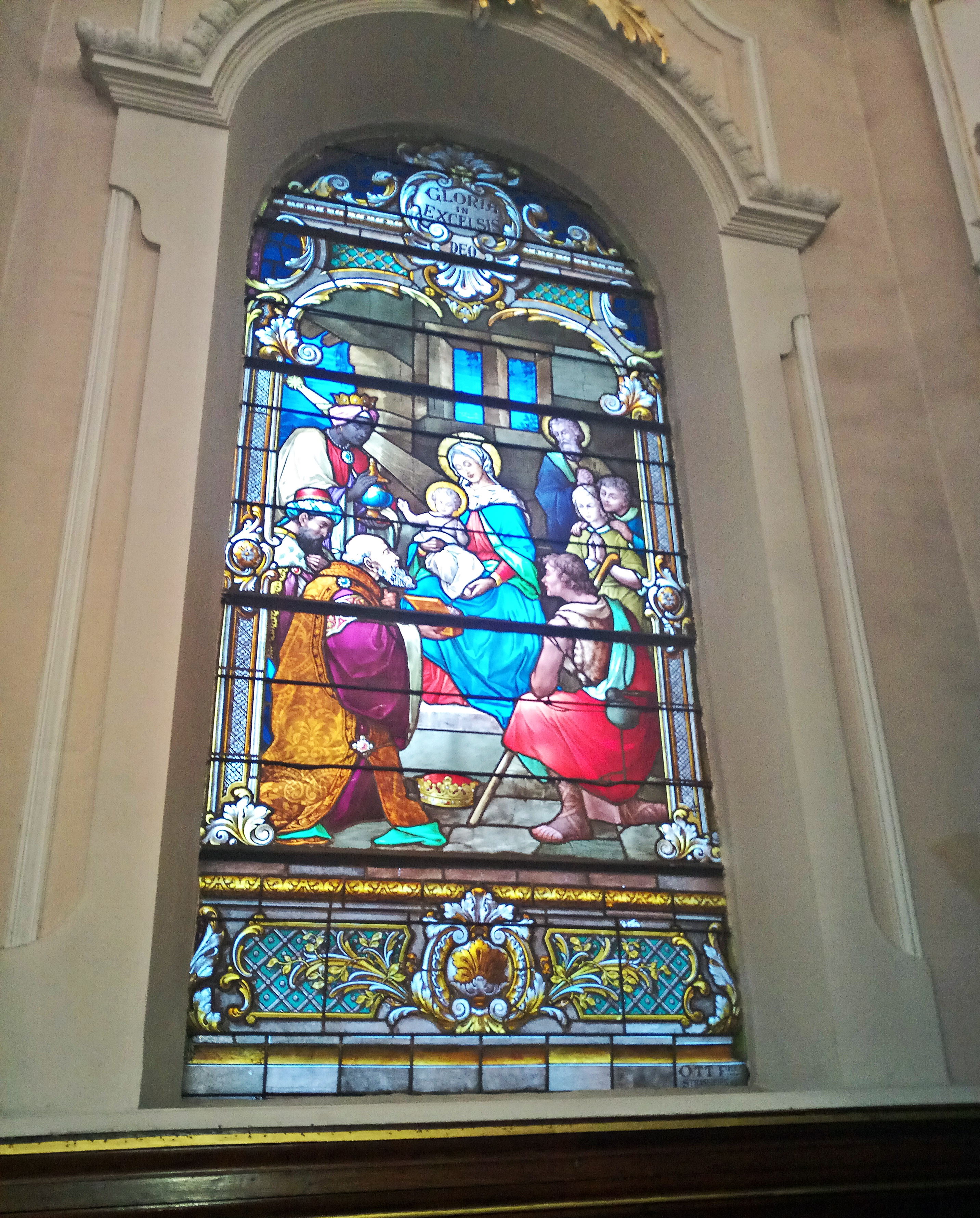
Chorfenster, Straßburg, 1900
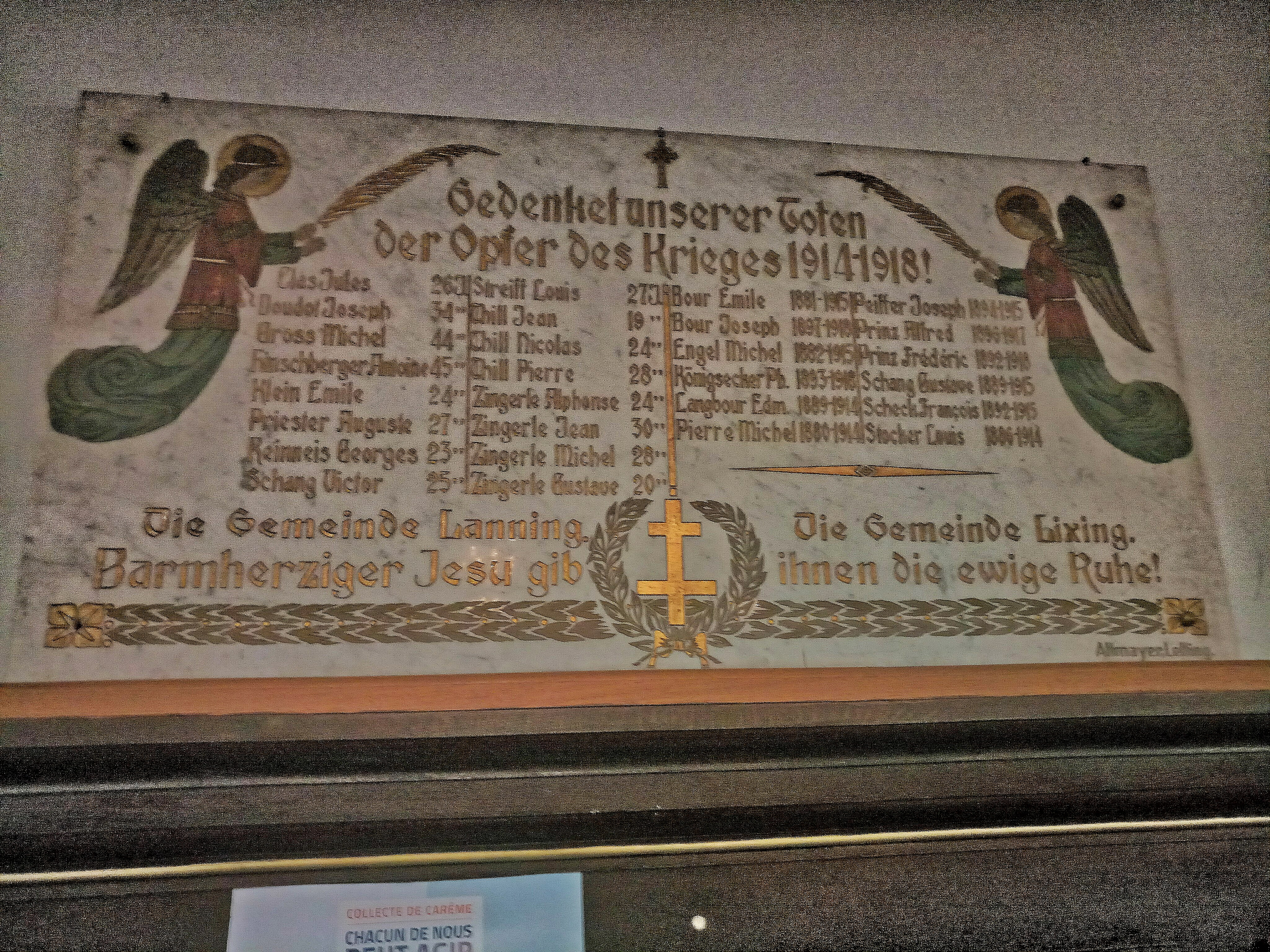
Gefallenentafel, 1. Weltkrieg

## Persönlichkeiten
- Johannes Michael Dellès (1840–1918), Mitglied des Deutschen Reichstags